# Liga Mundial de Voleibol de 2015
A Liga Mundial de Voleibol de 2015 foi a 26ª edição do torneio anual de voleibol masculino promovido pela Federação Internacional de Voleibol (FIVB).
Pela primeira vez a Liga Mundial foi disputada por 32 seleções, quatro a mais com relação ao ano anterior, mas sem alterações na fórmula de disputa. A fase intercontinental foi realizada entre 16 de maio e 5 de julho. As equipes classificadas disputaram a fase final no Rio de Janeiro, no Brasil, entre 15 e 19 de julho.
A França conquistou seu primeiro título internacional ao vencer a Sérvia na final por 3 sets a 0.
Esta também foi a primeira competição a contar com a rede de LED, uma novidade proposta pela FIVB com o intuito de ter uma maior interação com a arquibancada. O recurso tecnológico, utilizado durante fase final, foi desenvolvido durante um ano por uma empresa belga e funciona como um painel.

## Fórmula de disputa
O atual formato da Liga Mundial foi introduzido no ano anterior com 28 equipes, divididas em 7 grupos e em 3 divisões. Nesse ano, o Terceiro Grupo foi expandido para 12 seleções e a fase intercontinental foi disputada entre maio e julho.
Nos grupos A e B (Primeiro Grupo) estão as seleções mais bem classificadas no ranking da Federação Internacional de Voleibol distribuídas através do sistema serpentina, sendo que dois primeiros colocados de cada grupo, mais o Brasil como país sede, que avançaram para (final six). A última vaga na fase final foi ocupada pelo vencedor do final four entre os participantes dos grupos C, D e E (Segundo Grupo).
Ainda na fase intercontinental cada equipe dos grupos A até E realiza dois jogos por fim de semana contra cada equipe do grupo, totalizando 12 jogos por equipe. A pior equipe do Primeiro Grupo é rebaixada para o Segundo Grupo no ano seguinte, e a vencedora do Segundo Grupo ocupa o seu lugar, desde que cumpra os critérios da FIVB.
As seleções restantes integram os grupos F, G e H (Terceiro Grupo), que foi realizados em dois torneios onde todos enfrentam todos dentro dos grupos. Os dois primeiros colocados de cada grupo avançam para o final four desse Terceiro Grupo.

## Grupos
Todas as 28 seleções da edição de 2014 se classificaram diretamente. Com a expansão do torneio para 32 equipes, as demais vagas foram ocupadas por Montenegro e Grécia, classificados através da Liga Europeia de 2014, Cazaquistão, pela Copa Asiática de 2014 e Egito, através do Campeonato Africano de 2013.
A Alemanha abriu mão de disputar o torneio por conta da disputa dos Jogos Europeus de 2015 e foi substituída pela Venezuela.
Entre parênteses o ranking de setembro de 2014, utilizado para a composição dos grupos.
| Primeiro Grupo                                        | Primeiro Grupo                                           | Segundo Grupo                                          | Segundo Grupo                                                | Segundo Grupo                                                      | Terceiro Grupo                                                  | Terceiro Grupo                                           | Terceiro Grupo                                                |
| Grupo A                                               | Grupo B                                                  | Grupo C                                                | Grupo D                                                      | Grupo E                                                            | Grupo F                                                         | Grupo G                                                  | Grupo H                                                       |
| ----------------------------------------------------- | -------------------------------------------------------- | ------------------------------------------------------ | ------------------------------------------------------------ | ------------------------------------------------------------------ | --------------------------------------------------------------- | -------------------------------------------------------- | ------------------------------------------------------------- |
| Brasil (1) · Itália (4) · Sérvia (8) · Austrália (13) | Rússia (2) · Polônia (3) · Estados Unidos (5) · Irã (10) | Argentina (6) · Bulgária (9) · Cuba (11) · Canadá (14) | França (12) · Coreia do Sul (16) · Japão (21) · Chéquia (26) | Finlândia (17) · Bélgica (20) · Países Baixos (25) · Portugal (27) | Tunísia (15) · Porto Rico (23) · Turquia (31) · Montenegro (86) | China (17) · México (22) · Eslováquia (34) · Grécia (56) | Egito (19) · Venezuela (29) · Espanha (36) · Cazaquistão (42) |

## Fase intercontinental
- Vitória por 3 sets a 0 ou 3 a 1: 3 pontos para o vencedor;
- Vitória por 3 sets a 2: 2 pontos para o vencedor e 1 ponto para o perdedor.

### Primeiro Grupo
Todas as partidas seguem o horário local.

#### Grupo A
|     |           |     | Jogos | Jogos | Jogos | Resultados | Resultados | Resultados | Resultados | Resultados | Resultados | Sets | Sets | Sets  | Pontos | Pontos | Pontos |
| Pos | Equipe    | Pts | T     | V     | D     | 3–0        | 3–1        | 3–2        | 2–3        | 1–3        | 0–3        | V    | P    | R     | V      | P      | R      |
| --- | --------- | --- | ----- | ----- | ----- | ---------- | ---------- | ---------- | ---------- | ---------- | ---------- | ---- | ---- | ----- | ------ | ------ | ------ |
| 1   | Brasil    | 28  | 12    | 9     | 3     | 4          | 3          | 2          | 3          | 0          | 0          | 33   | 16   | 2.063 | 1145   | 1038   | 1.103  |
| 2   | Sérvia    | 23  | 12    | 7     | 5     | 2          | 3          | 2          | 4          | 1          | 0          | 30   | 22   | 1.364 | 1180   | 1152   | 1.024  |
| 3   | Itália    | 16  | 12    | 6     | 6     | 1          | 2          | 3          | 1          | 2          | 3          | 22   | 26   | 0.846 | 1073   | 1096   | 0.979  |
| 4   | Austrália | 5   | 12    | 2     | 10    | 1          | 0          | 1          | 0          | 5          | 5          | 11   | 32   | 0.344 | 931    | 1043   | 0.893  |

Primeira semana
| Data   | Hora  |           | Placar |        | Set 1 | Set 2 | Set 3 | Set 4 | Set 5 | Total   | Relatório |
| ------ | ----- | --------- | ------ | ------ | ----- | ----- | ----- | ----- | ----- | ------- | --------- |
| 29 mai | 19:40 | Austrália | 1–3    | Itália | 19–25 | 25–22 | 21–25 | 20–25 |       | 85–97   | Relatório |
| 29 mai | 14:00 | Brasil    | 3–2    | Sérvia | 24–26 | 25–17 | 25–22 | 26–28 | 15–11 | 115–104 | Relatório |
| 30 mai | 16:10 | Austrália | 1–3    | Itália | 20–25 | 21–25 | 25–23 | 23–25 |       | 89–98   | Relatório |
| 31 mai | 10:00 | Brasil    | 3–1    | Sérvia | 25–18 | 25–20 | 19–25 | 25–22 |       | 94–85   | Relatório |

Segunda semana
| Data  | Hora  |        | Placar |           | Set 1 | Set 2 | Set 3 | Set 4 | Set 5 | Total  | Relatório |
| ----- | ----- | ------ | ------ | --------- | ----- | ----- | ----- | ----- | ----- | ------ | --------- |
| 5 jun | 14:00 | Brasil | 3–1    | Austrália | 25–20 | 21–25 | 25–19 | 25–18 |       | 96–82  | Relatório |
| 5 jun | 20:40 | Itália | 1–3    | Sérvia    | 25–22 | 23–25 | 24–26 | 23–25 |       | 95–98  | Relatório |
| 7 jun | 10:00 | Brasil | 3–0    | Austrália | 31–29 | 25–19 | 25–19 |       |       | 81–67  | Relatório |
| 7 jun | 18:10 | Itália | 3–2    | Sérvia    | 25–14 | 19–25 | 18–25 | 25–20 | 15–12 | 102–96 | Relatório |

Terceira semana
| Data   | Hora  |        | Placar |           | Set 1 | Set 2 | Set 3 | Set 4 | Set 5 | Total   | Relatório |
| ------ | ----- | ------ | ------ | --------- | ----- | ----- | ----- | ----- | ----- | ------- | --------- |
| 12 jun | 20:10 | Sérvia | 3–2    | Brasil    | 22–25 | 23–25 | 25–23 | 25–21 | 15–13 | 110–107 | Relatório |
| 12 jun | 20:40 | Itália | 0–3    | Austrália | 16–25 | 18–25 | 21–25 |       |       | 55–75   | Relatório |
| 14 jun | 20:10 | Sérvia | 2–3    | Brasil    | 23–25 | 25–20 | 21–25 | 25–22 | 13–15 | 107–107 | Relatório |
| 14 jun | 20:10 | Itália | 3–0    | Austrália | 26–24 | 25–21 | 25–23 |       |       | 76–68   | Relatório |

Quarta semana
| Data   | Hora  |        | Placar |           | Set 1 | Set 2 | Set 3 | Set 4 | Set 5 | Total   | Relatório |
| ------ | ----- | ------ | ------ | --------- | ----- | ----- | ----- | ----- | ----- | ------- | --------- |
| 18 jun | 20:10 | Sérvia | 3–0    | Austrália | 31–29 | 27–25 | 25–19 |       |       | 83–73   | Relatório |
| 19 jun | 20:10 | Itália | 3–2    | Brasil    | 26–24 | 21–25 | 25–18 | 17–25 | 16–14 | 105–106 | Relatório |
| 20 jun | 20:10 | Sérvia | 3–0    | Austrália | 25–23 | 25–20 | 25–20 |       |       | 75–63   | Relatório |
| 21 jun | 20:10 | Itália | 0–3    | Brasil    | 23–25 | 22–25 | 16–25 |       |       | 61–75   | Relatório |

Quinta semana
| Data   | Hora  |           | Placar |        | Set 1 | Set 2 | Set 3 | Set 4 | Set 5 | Total   | Relatório |
| ------ | ----- | --------- | ------ | ------ | ----- | ----- | ----- | ----- | ----- | ------- | --------- |
| 26 jun | 20:10 | Sérvia    | 3–1    | Itália | 25–23 | 25–20 | 25–27 | 25–21 |       | 100–91  | Relatório |
| 27 jun | 19:10 | Austrália | 1–3    | Brasil | 17–25 | 18–25 | 25–23 | 20–25 |       | 80–98   | Relatório |
| 28 jun | 16:40 | Austrália | 0–3    | Brasil | 22–25 | 20–25 | 15–25 |       |       | 57–75   | Relatório |
| 28 jun | 20:10 | Sérvia    | 3–2    | Itália | 26–24 | 21–25 | 26–24 | 23–25 | 17–15 | 113–113 | Relatório |

Sexta semana
| Data  | Hora  |           | Placar |        | Set 1 | Set 2 | Set 3 | Set 4 | Set 5 | Total   | Relatório |
| ----- | ----- | --------- | ------ | ------ | ----- | ----- | ----- | ----- | ----- | ------- | --------- |
| 2 jul | 13:00 | Brasil    | 3–0    | Itália | 25–20 | 26–24 | 25–19 |       |       | 76–63   | Relatório |
| 3 jul | 13:00 | Brasil    | 2–3    | Itália | 25–21 | 27–29 | 25–21 | 19–25 | 19–21 | 115–117 | Relatório |
| 4 jul | 19:10 | Austrália | 1–3    | Sérvia | 22–25 | 21–25 | 31–29 | 18–25 |       | 92–104  | Relatório |
| 5 jul | 16:40 | Austrália | 3–2    | Sérvia | 25–22 | 22–25 | 13–25 | 25–21 | 15–12 | 100–105 | Relatório |

#### Grupo B
|     |                |     | Jogos | Jogos | Jogos | Resultados | Resultados | Resultados | Resultados | Resultados | Resultados | Sets | Sets | Sets  | Pontos | Pontos | Pontos |
| Pos | Equipe         | Pts | T     | V     | D     | 3–0        | 3–1        | 3–2        | 2–3        | 1–3        | 0–3        | V    | P    | R     | V      | P      | R      |
| --- | -------------- | --- | ----- | ----- | ----- | ---------- | ---------- | ---------- | ---------- | ---------- | ---------- | ---- | ---- | ----- | ------ | ------ | ------ |
| 1   | Estados Unidos | 27  | 12    | 9     | 3     | 2          | 6          | 1          | 1          | 0          | 2          | 29   | 17   | 1.706 | 1071   | 992    | 1.080  |
| 2   | Polônia        | 22  | 12    | 8     | 4     | 1          | 3          | 4          | 2          | 2          | 0          | 30   | 23   | 1.304 | 1179   | 1138   | 1.036  |
| 3   | Irã            | 18  | 12    | 6     | 6     | 4          | 1          | 1          | 1          | 5          | 0          | 25   | 21   | 1.190 | 1031   | 1021   | 1.010  |
| 4   | Rússia         | 5   | 12    | 1     | 11    | 0          | 1          | 0          | 2          | 4          | 5          | 11   | 34   | 0.324 | 946    | 1076   | 0.879  |

Primeira semana
| Data   | Hora  |                | Placar |        | Set 1 | Set 2 | Set 3 | Set 4 | Set 5 | Total   | Relatório |
| ------ | ----- | -------------- | ------ | ------ | ----- | ----- | ----- | ----- | ----- | ------- | --------- |
| 28 mai | 20:25 | Polônia        | 3–0    | Rússia | 25–16 | 25–17 | 25–20 |       |       | 75–53   | Relatório |
| 29 mai | 20:25 | Polônia        | 3–2    | Rússia | 25–19 | 24–26 | 20–25 | 25–19 | 18–16 | 112–105 | Relatório |
| 30 mai | 19:10 | Estados Unidos | 3–1    | Irã    | 25–19 | 25–22 | 23–25 | 25–23 |       | 98–89   | Relatório |
| 31 mai | 16:10 | Estados Unidos | 3–1    | Irã    | 25–16 | 25–16 | 20–25 | 25–20 |       | 95–77   | Relatório |

Segunda semana
| Data  | Hora  |                | Placar |        | Set 1 | Set 2 | Set 3 | Set 4 | Set 5 | Total  | Relatório |
| ----- | ----- | -------------- | ------ | ------ | ----- | ----- | ----- | ----- | ----- | ------ | --------- |
| 5 jun | 20:25 | Polônia        | 3–1    | Irã    | 25–20 | 25–22 | 21–25 | 27–25 |       | 98–92  | Relatório |
| 5 jun | 19:10 | Estados Unidos | 3–1    | Rússia | 25–18 | 24–26 | 25–15 | 28–26 |       | 102–85 | Relatório |
| 6 jun | 20:25 | Polônia        | 3–2    | Irã    | 22–25 | 25–22 | 25–16 | 22–25 | 15–6  | 109–94 | Relatório |
| 6 jun | 19:10 | Estados Unidos | 3–0    | Rússia | 25–23 | 25–21 | 25–16 |       |       | 75–60  | Relatório |

Terceira semana
| Data   | Hora  |                | Placar |         | Set 1 | Set 2 | Set 3 | Set 4 | Set 5 | Total   | Relatório |
| ------ | ----- | -------------- | ------ | ------- | ----- | ----- | ----- | ----- | ----- | ------- | --------- |
| 12 jun | 19:10 | Estados Unidos | 3–2    | Polônia | 23–25 | 25–23 | 19–25 | 25–22 | 15–9  | 107–104 | Relatório |
| 13 jun | 18:10 | Rússia         | 1–3    | Irã     | 25–20 | 16–25 | 19–25 | 23–25 |       | 83–95   | Relatório |
| 13 jun | 19:10 | Estados Unidos | 3–1    | Polônia | 23–25 | 25–23 | 25–15 | 25–17 |       | 98–80   | Relatório |
| 14 jun | 18:10 | Rússia         | 0–3    | Irã     | 20–25 | 18–25 | 21–25 |       |       | 59–75   | Relatório |

Quarta semana
| Data   | Hora  |        | Placar |                | Set 1 | Set 2 | Set 3 | Set 4 | Set 5 | Total   | Relatório |
| ------ | ----- | ------ | ------ | -------------- | ----- | ----- | ----- | ----- | ----- | ------- | --------- |
| 19 jun | 18:10 | Rússia | 1–3    | Polônia        | 32–30 | 14–25 | 22–25 | 18–25 |       | 86–105  | Relatório |
| 19 jun | 21:10 | Irã    | 3–0    | Estados Unidos | 25–19 | 29–27 | 25–20 |       |       | 79–66   | Relatório |
| 20 jun | 18:10 | Rússia | 2–3    | Polônia        | 25–19 | 21–25 | 24–26 | 25–20 | 14–16 | 109–106 | Relatório |
| 21 jun | 21:10 | Irã    | 3–0    | Estados Unidos | 25–20 | 25–21 | 25–19 |       |       | 75–60   | Relatório |

Quinta semana
| Data   | Hora  |        | Placar |                | Set 1 | Set 2 | Set 3 | Set 4 | Set 5 | Total  | Relatório |
| ------ | ----- | ------ | ------ | -------------- | ----- | ----- | ----- | ----- | ----- | ------ | --------- |
| 26 jul | 18:10 | Rússia | 0–3    | Estados Unidos | 21–25 | 20–25 | 19–25 |       |       | 60–75  | Relatório |
| 26 jul | 21:10 | Irã    | 3–2    | Polônia        | 25–21 | 23–25 | 21–25 | 25–16 | 15–11 | 109–98 | Relatório |
| 27 jul | 18:10 | Rússia | 1–3    | Estados Unidos | 23–25 | 25–19 | 23–25 | 18–25 |       | 89–94  | Relatório |
| 28 jul | 21:10 | Irã    | 1–3    | Polônia        | 25–23 | 20–25 | 20–25 | 19–25 |       | 84–98  | Relatório |

Sexta semana
| Data  | Hora  |         | Placar |                | Set 1 | Set 2 | Set 3 | Set 4 | Set 5 | Total   | Relatório |
| ----- | ----- | ------- | ------ | -------------- | ----- | ----- | ----- | ----- | ----- | ------- | --------- |
| 3 jul | 21:10 | Irã     | 3–0    | Rússia         | 25–21 | 25–21 | 25–21 |       |       | 75–63   | Relatório |
| 3 jul | 20:25 | Polônia | 3–2    | Estados Unidos | 19–25 | 25–22 | 21–25 | 25–20 | 15–12 | 105–104 | Relatório |
| 4 jul | 21:10 | Irã     | 1–3    | Rússia         | 23–25 | 25–19 | 18–25 | 21–25 |       | 87–94   | Relatório |
| 4 jul | 20:25 | Polônia | 1–3    | Estados Unidos | 20–25 | 21–25 | 25–22 | 23–25 |       | 89–97   | Relatório |

### Segundo Grupo
Todas as partidas seguem o horário local.

#### Grupo C
|     |           |     | Jogos | Jogos | Jogos | Resultados | Resultados | Resultados | Resultados | Resultados | Resultados | Sets | Sets | Sets  | Pontos | Pontos | Pontos |
| Pos | Equipe    | Pts | T     | V     | D     | 3–0        | 3–1        | 3–2        | 2–3        | 1–3        | 0–3        | V    | P    | R     | V      | P      | R      |
| --- | --------- | --- | ----- | ----- | ----- | ---------- | ---------- | ---------- | ---------- | ---------- | ---------- | ---- | ---- | ----- | ------ | ------ | ------ |
| 1   | Bulgária  | 21  | 12    | 8     | 4     | 2          | 3          | 3          | 0          | 3          | 1          | 27   | 21   | 1.286 | 1067   | 1074   | 0.993  |
| 2   | Argentina | 21  | 12    | 7     | 5     | 3          | 2          | 2          | 2          | 1          | 2          | 26   | 21   | 1.238 | 1068   | 980    | 1.090  |
| 3   | Canadá    | 23  | 12    | 6     | 6     | 3          | 3          | 0          | 5          | 1          | 0          | 29   | 21   | 1.381 | 1097   | 1074   | 1.021  |
| 4   | Cuba      | 7   | 12    | 3     | 9     | 0          | 1          | 2          | 0          | 4          | 5          | 13   | 32   | 0.406 | 944    | 1048   | 0.901  |

Nota: Bulgária e Argentina ficaram na frente do Canadá pelo número de vitórias (BUL 8, ARG 7, CAN 6).
Primeira semana
| Data   | Hora  |        | Placar |      | Set 1 | Set 2 | Set 3 | Set 4 | Set 5 | Total | Relatório |
| ------ | ----- | ------ | ------ | ---- | ----- | ----- | ----- | ----- | ----- | ----- | --------- |
| 16 mai | 19:10 | Canadá | 3–0    | Cuba | 25–20 | 25–19 | 26–24 |       |       | 76–63 | Relatório |
| 17 mai | 19:10 | Canadá | 3–0    | Cuba | 26–24 | 25–19 | 25–21 |       |       | 76–64 | Relatório |

Segunda semana
| Data   | Hora  |           | Placar |        | Set 1 | Set 2 | Set 3 | Set 4 | Set 5 | Total  | Relatório |
| ------ | ----- | --------- | ------ | ------ | ----- | ----- | ----- | ----- | ----- | ------ | --------- |
| 29 mai | 22:10 | Argentina | 3–0    | Cuba   | 25–18 | 25–19 | 25–18 |       |       | 75–55  | Relatório |
| 30 mai | 17:40 | Bulgária  | 1–3    | Canadá | 20–25 | 19–25 | 25–22 | 21–25 |       | 85–97  | Relatório |
| 30 mai | 22:10 | Argentina | 2–3    | Cuba   | 25–17 | 17–25 | 21–25 | 25–16 | 9–15  | 97–98  | Relatório |
| 31 mai | 20:40 | Bulgária  | 3–2    | Canadá | 21–25 | 23–25 | 25–23 | 25–14 | 15–9  | 109–96 | Relatório |

Terceira semana
| Data  | Hora  |        | Placar |           | Set 1 | Set 2 | Set 3 | Set 4 | Set 5 | Total   | Relatório |
| ----- | ----- | ------ | ------ | --------- | ----- | ----- | ----- | ----- | ----- | ------- | --------- |
| 5 jun | 20:10 | Canadá | 3–0    | Argentina | 25–22 | 27–25 | 25–19 |       |       | 77–66   | Relatório |
| 5 jun | 20:40 | Cuba   | 1–3    | Bulgária  | 19–25 | 21–25 | 26–24 | 23–25 |       | 89–99   | Relatório |
| 6 jun | 18:40 | Canadá | 2–3    | Argentina | 25–23 | 22–25 | 25–21 | 19–25 | 10–15 | 101–109 | Relatório |
| 6 jun | 20:40 | Cuba   | 1–3    | Bulgária  | 25–18 | 20–25 | 24–26 | 23–25 |       | 92–94   | Relatório |

Quarta semana
| Data   | Hora  |        | Placar |           | Set 1 | Set 2 | Set 3 | Set 4 | Set 5 | Total   | Relatório |
| ------ | ----- | ------ | ------ | --------- | ----- | ----- | ----- | ----- | ----- | ------- | --------- |
| 12 jun | 20:10 | Canadá | 2–3    | Bulgária  | 25–20 | 19–25 | 25–22 | 25–27 | 12–15 | 106–109 | Relatório |
| 12 jun | 20:40 | Cuba   | 3–1    | Argentina | 25–20 | 25–21 | 20–25 | 25–21 |       | 95–87   | Relatório |
| 13 jun | 20:10 | Canadá | 3–1    | Bulgária  | 25–18 | 25–19 | 21–25 | 25–20 |       | 96–82   | Relatório |
| 13 jun | 20:40 | Cuba   | 0–3    | Argentina | 23–25 | 18–25 | 21–25 |       |       | 62–75   | Relatório |

Quinta semana
| Data   | Hora  |           | Placar |          | Set 1 | Set 2 | Set 3 | Set 4 | Set 5 | Total   | Relatório |
| ------ | ----- | --------- | ------ | -------- | ----- | ----- | ----- | ----- | ----- | ------- | --------- |
| 19 jun | 20:40 | Cuba      | 1–3    | Canadá   | 14–25 | 25–20 | 21–25 | 21–25 |       | 81–95   | Relatório |
| 20 jun | 18:40 | Argentina | 2–3    | Bulgária | 24–26 | 25–22 | 24–26 | 25–16 | 16–18 | 114–108 | Relatório |
| 20 jun | 20:40 | Cuba      | 3–2    | Canadá   | 17–25 | 20–25 | 25–23 | 25–19 | 15–12 | 102–104 | Relatório |
| 21 jun | 18:40 | Argentina | 3–0    | Bulgária | 25–19 | 25–19 | 25–16 |       |       | 75–54   | Relatório |

Sexta semana
| Data   | Hora  |           | Placar |        | Set 1 | Set 2 | Set 3 | Set 4 | Set 5 | Total  | Relatório |
| ------ | ----- | --------- | ------ | ------ | ----- | ----- | ----- | ----- | ----- | ------ | --------- |
| 26 jun | 18:40 | Argentina | 3–1    | Canadá | 25–17 | 18–25 | 25–14 | 25–21 |       | 93–77  | Relatório |
| 27 jun | 20:55 | Bulgária  | 3–0    | Cuba   | 25–23 | 25–16 | 26–24 |       |       | 76–63  | Relatório |
| 27 jun | 18:40 | Argentina | 3–2    | Canadá | 23–25 | 25–15 | 21–25 | 27–25 | 15–6  | 111–96 | Relatório |
| 28 jun | 20:55 | Bulgária  | 3–1    | Cuba   | 25–19 | 25–19 | 19–25 | 25–17 |       | 94–80  | Relatório |

Sétima semana
| Data  | Hora  |          | Placar |           | Set 1 | Set 2 | Set 3 | Set 4 | Set 5 | Total | Relatório |
| ----- | ----- | -------- | ------ | --------- | ----- | ----- | ----- | ----- | ----- | ----- | --------- |
| 4 jul | 20:55 | Bulgária | 3–0    | Argentina | 27–25 | 25–20 | 25–22 |       |       | 77–67 | Relatório |
| 5 jul | 20:55 | Bulgária | 1–3    | Argentina | 19–25 | 26–24 | 17–25 | 18–25 |       | 80–99 | Relatório |

#### Grupo D
|     |               |     | Jogos | Jogos | Jogos | Resultados | Resultados | Resultados | Resultados | Resultados | Resultados | Sets | Sets | Sets  | Pontos | Pontos | Pontos |
| Pos | Equipe        | Pts | T     | V     | D     | 3–0        | 3–1        | 3–2        | 2–3        | 1–3        | 0–3        | V    | P    | R     | V      | P      | R      |
| --- | ------------- | --- | ----- | ----- | ----- | ---------- | ---------- | ---------- | ---------- | ---------- | ---------- | ---- | ---- | ----- | ------ | ------ | ------ |
| 1   | França        | 35  | 12    | 12    | 0     | 8          | 3          | 1          | 0          | 0          | 0          | 36   | 5    | 7.200 | 1017   | 821    | 1.239  |
| 2   | Japão         | 17  | 12    | 5     | 7     | 3          | 2          | 0          | 2          | 0          | 5          | 19   | 23   | 0.826 | 914    | 946    | 0.966  |
| 3   | Chéquia       | 12  | 12    | 5     | 7     | 1          | 1          | 3          | 0          | 3          | 4          | 18   | 28   | 0.643 | 984    | 1068   | 0.921  |
| 4   | Coreia do Sul | 8   | 12    | 2     | 10    | 1          | 1          | 0          | 2          | 4          | 4          | 14   | 31   | 0.452 | 962    | 1042   | 0.923  |

Primeira semana
| Data   | Hora  |               | Placar |         | Set 1 | Set 2 | Set 3 | Set 4 | Set 5 | Total   | Relatório |
| ------ | ----- | ------------- | ------ | ------- | ----- | ----- | ----- | ----- | ----- | ------- | --------- |
| 30 mai | 14:10 | Coreia do Sul | 1–3    | França  | 30–28 | 23–25 | 18–25 | 16–25 |       | 87–103  | Relatório |
| 30 mai | 14:10 | Japão         | 3–1    | Chéquia | 21–25 | 25–18 | 25–22 | 25–20 |       | 96–85   | Relatório |
| 31 mai | 14:10 | Coreia do Sul | 0–3    | França  | 17–25 | 21–25 | 21–25 |       |       | 59–75   | Relatório |
| 31 mai | 14:10 | Japão         | 2–3    | Chéquia | 25–22 | 25–20 | 24–26 | 23–25 | 11–15 | 108–108 | Relatório |

Segunda semana
| Data  | Hora  |               | Placar |         | Set 1 | Set 2 | Set 3 | Set 4 | Set 5 | Total   | Relatório |
| ----- | ----- | ------------- | ------ | ------- | ----- | ----- | ----- | ----- | ----- | ------- | --------- |
| 6 jun | 14:10 | Coreia do Sul | 2–3    | Chéquia | 25–20 | 19–25 | 25–18 | 20–25 | 12–15 | 101–103 | Relatório |
| 6 jun | 14:10 | Japão         | 0–3    | França  | 12–25 | 14–25 | 26–28 |       |       | 52–78   | Relatório |
| 7 jun | 14:10 | Coreia do Sul | 3–1    | Chéquia | 27–29 | 25–18 | 25–20 | 25–21 |       | 102–88  | Relatório |
| 7 jun | 14:10 | Japão         | 0–3    | França  | 15–25 | 18–25 | 23–25 |       |       | 56–75   | Relatório |

Terceira semana
| Data   | Hora  |               | Placar |         | Set 1 | Set 2 | Set 3 | Set 4 | Set 5 | Total | Relatório |
| ------ | ----- | ------------- | ------ | ------- | ----- | ----- | ----- | ----- | ----- | ----- | --------- |
| 12 jun | 20:00 | França        | 3–0    | Chéquia | 25–15 | 25–23 | 25–11 |       |       | 75–49 | Relatório |
| 13 jun | 14:10 | Coreia do Sul | 1–3    | Japão   | 20–25 | 25–20 | 21–25 | 19–25 |       | 85–95 | Relatório |
| 14 jun | 14:10 | Coreia do Sul | 3–0    | Japão   | 25–20 | 25–21 | 25–18 |       |       | 75–59 | Relatório |
| 14 jun | 17:00 | França        | 3–0    | Chéquia | 27–25 | 26–24 | 25–22 |       |       | 78–71 | Relatório |

Quarta semana
| Data   | Hora  |         | Placar |               | Set 1 | Set 2 | Set 3 | Set 4 | Set 5 | Total | Relatório |
| ------ | ----- | ------- | ------ | ------------- | ----- | ----- | ----- | ----- | ----- | ----- | --------- |
| 19 jun | 18:10 | Chéquia | 0–3    | França        | 18–25 | 20–25 | 24–26 |       |       | 62–76 | Relatório |
| 20 jun | 14:20 | Japão   | 3–0    | Coreia do Sul | 25–17 | 25–17 | 25–17 |       |       | 75–51 | Relatório |
| 20 jun | 18:10 | Chéquia | 1–3    | França        | 17–25 | 25–23 | 22–25 | 14–25 |       | 78–98 | Relatório |
| 21 jun | 13:10 | Japão   | 3–0    | Coreia do Sul | 25–21 | 25–20 | 25–18 |       |       | 75–59 | Relatório |

Quinta semana
| Data   | Hora  |         | Placar |               | Set 1 | Set 2 | Set 3 | Set 4 | Set 5 | Total   | Relatório |
| ------ | ----- | ------- | ------ | ------------- | ----- | ----- | ----- | ----- | ----- | ------- | --------- |
| 25 jun | 20:00 | França  | 3–0    | Japão         | 25–20 | 25–19 | 25–21 |       |       | 75–60   | Relatório |
| 26 jun | 18:10 | Chéquia | 3–2    | Coreia do Sul | 25–22 | 16–25 | 16–25 | 25–23 | 15–12 | 97–107  | Relatório |
| 27 jun | 18:10 | Chéquia | 3–1    | Coreia do Sul | 30–28 | 25–18 | 18–25 | 25–21 |       | 98–92   | Relatório |
| 27 jun | 20:00 | França  | 3–2    | Japão         | 23–25 | 22–25 | 25–20 | 25–23 | 15–10 | 110–103 | Relatório |

Sexta semana
| Data  | Hora  |         | Placar |               | Set 1 | Set 2 | Set 3 | Set 4 | Set 5 | Total | Relatório |
| ----- | ----- | ------- | ------ | ------------- | ----- | ----- | ----- | ----- | ----- | ----- | --------- |
| 2 jul | 20:00 | França  | 3–0    | Coreia do Sul | 26–24 | 25–18 | 25–21 |       |       | 76–63 | Relatório |
| 3 jul | 18:10 | Chéquia | 0–3    | Japão         | 21–25 | 21–25 | 23–25 |       |       | 65–75 | Relatório |
| 4 jul | 18:10 | Chéquia | 3–0    | Japão         | 25–19 | 30–28 | 25–13 |       |       | 80–60 | Relatório |
| 4 jul | 20:00 | França  | 3–1    | Coreia do Sul | 23–25 | 25–23 | 25–18 | 25–15 |       | 98–81 | Relatório |

#### Grupo E
|     |               |     | Jogos | Jogos | Jogos | Resultados | Resultados | Resultados | Resultados | Resultados | Resultados | Sets | Sets | Sets  | Pontos | Pontos | Pontos |
| Pos | Equipe        | Pts | T     | V     | D     | 3–0        | 3–1        | 3–2        | 2–3        | 1–3        | 0–3        | V    | P    | R     | V      | P      | R      |
| --- | ------------- | --- | ----- | ----- | ----- | ---------- | ---------- | ---------- | ---------- | ---------- | ---------- | ---- | ---- | ----- | ------ | ------ | ------ |
| 1   | Bélgica       | 27  | 12    | 10    | 2     | 3          | 3          | 4          | 1          | 0          | 1          | 32   | 17   | 1.882 | 1150   | 1024   | 1.123  |
| 2   | Países Baixos | 26  | 12    | 9     | 3     | 4          | 2          | 3          | 2          | 0          | 1          | 31   | 17   | 1.824 | 1071   | 995    | 1.076  |
| 3   | Finlândia     | 14  | 12    | 4     | 8     | 1          | 2          | 1          | 3          | 3          | 2          | 21   | 28   | 0.750 | 1044   | 1119   | 0.933  |
| 4   | Portugal      | 5   | 12    | 1     | 11    | 0          | 0          | 1          | 3          | 4          | 4          | 13   | 35   | 0.371 | 1007   | 1134   | 0.888  |

Primeira semana
| Data   | Hora  |          | Placar |               | Set 1 | Set 2 | Set 3 | Set 4 | Set 5 | Total   | Relatório |
| ------ | ----- | -------- | ------ | ------------- | ----- | ----- | ----- | ----- | ----- | ------- | --------- |
| 16 mai | 15:00 | Portugal | 1–3    | Países Baixos | 25–23 | 20–25 | 21–25 | 20–25 |       | 86–98   | Relatório |
| 17 mai | 15:00 | Portugal | 2–3    | Países Baixos | 25–17 | 18–25 | 26–24 | 21–25 | 12–15 | 102–106 | Relatório |

Segunda semana
| Data   | Hora  |           | Placar |         | Set 1 | Set 2 | Set 3 | Set 4 | Set 5 | Total   | Relatório |
| ------ | ----- | --------- | ------ | ------- | ----- | ----- | ----- | ----- | ----- | ------- | --------- |
| 23 mai | 17:10 | Finlândia | 2–3    | Bélgica | 20–25 | 28–30 | 25–20 | 25–23 | 7–15  | 105–113 | Relatório |
| 24 mai | 17:10 | Finlândia | 2–3    | Bélgica | 31–29 | 20–25 | 25–23 | 21–25 | 11–15 | 108–117 | Relatório |

Terceira semana
| Data   | Hora  |         | Placar |           | Set 1 | Set 2 | Set 3 | Set 4 | Set 5 | Total  | Relatório |
| ------ | ----- | ------- | ------ | --------- | ----- | ----- | ----- | ----- | ----- | ------ | --------- |
| 30 mai | 20:10 | Bélgica | 3–1    | Finlândia | 25–18 | 20–25 | 26–24 | 25–14 |       | 96–81  | Relatório |
| 31 mai | 16:10 | Bélgica | 3–1    | Finlândia | 29–27 | 23–25 | 25–16 | 25–10 |       | 102–78 | Relatório |

Quarta semana
| Data  | Hora  |               | Placar |          | Set 1 | Set 2 | Set 3 | Set 4 | Set 5 | Total  | Relatório |
| ----- | ----- | ------------- | ------ | -------- | ----- | ----- | ----- | ----- | ----- | ------ | --------- |
| 5 jun | 18:40 | Finlândia     | 3–0    | Portugal | 25–19 | 25–23 | 25–22 |       |       | 75–64  | Relatório |
| 6 jun | 17:10 | Países Baixos | 3–2    | Bélgica  | 25–21 | 25–18 | 14–25 | 22–25 | 15–9  | 101–98 | Relatório |
| 6 jun | 18:40 | Finlândia     | 3–1    | Portugal | 25–23 | 28–30 | 25–14 | 25–23 |       | 103–90 | Relatório |
| 7 jun | 15:10 | Países Baixos | 0–3    | Bélgica  | 12–25 | 17–25 | 14–25 |       |       | 43–75  | Relatório |

Quinta semana
| Data   | Hora  |               | Placar |           | Set 1 | Set 2 | Set 3 | Set 4 | Set 5 | Total   | Relatório |
| ------ | ----- | ------------- | ------ | --------- | ----- | ----- | ----- | ----- | ----- | ------- | --------- |
| 13 jun | 17:10 | Países Baixos | 3–0    | Finlândia | 25–20 | 25–14 | 25–18 |       |       | 75–52   | Relatório |
| 13 jun | 20:10 | Bélgica       | 3–0    | Portugal  | 25–16 | 25–21 | 25–23 |       |       | 75–60   | Relatório |
| 14 jun | 15:10 | Países Baixos | 3–1    | Finlândia | 22–25 | 25–20 | 25–14 | 25–19 |       | 97–78   | Relatório |
| 14 jun | 16:10 | Bélgica       | 3–2    | Portugal  | 25–13 | 25–27 | 30–28 | 23–25 | 15–13 | 118–106 | Relatório |

Sexta semana
| Data   | Hora  |               | Placar |          | Set 1 | Set 2 | Set 3 | Set 4 | Set 5 | Total  | Relatório |
| ------ | ----- | ------------- | ------ | -------- | ----- | ----- | ----- | ----- | ----- | ------ | --------- |
| 19 jun | 19:10 | Países Baixos | 3–0    | Portugal | 25–18 | 25–21 | 25–23 |       |       | 75–62  | Relatório |
| 20 jun | 17:10 | Países Baixos | 2–3    | Portugal | 25–15 | 21–25 | 23–25 | 25–11 | 11–15 | 105–91 | Relatório |

Sétima semana
| Data   | Hora  |           | Placar |               | Set 1 | Set 2 | Set 3 | Set 4 | Set 5 | Total  | Relatório |
| ------ | ----- | --------- | ------ | ------------- | ----- | ----- | ----- | ----- | ----- | ------ | --------- |
| 26 jun | 18:40 | Finlândia | 0–3    | Países Baixos | 15–25 | 20–25 | 26–28 |       |       | 61–78  | Relatório |
| 27 jun | 17:10 | Finlândia | 2–3    | Países Baixos | 18–25 | 25–20 | 25–18 | 18–25 | 13–15 | 99–103 | Relatório |
| 27 jun | 17:00 | Portugal  | 1–3    | Bélgica       | 25–22 | 17–25 | 22–25 | 21–25 |       | 85–97  | Relatório |
| 28 jun | 17:00 | Portugal  | 0–3    | Bélgica       | 26–28 | 23–25 | 18–25 |       |       | 67–78  | Relatório |

Oitava semana
| Data  | Hora  |          | Placar |               | Set 1 | Set 2 | Set 3 | Set 4 | Set 5 | Total   | Relatório |
| ----- | ----- | -------- | ------ | ------------- | ----- | ----- | ----- | ----- | ----- | ------- | --------- |
| 3 jul | 20:10 | Bélgica  | 3–2    | Países Baixos | 22–25 | 25–20 | 23–25 | 33–31 | 16–14 | 119–115 | Relatório |
| 4 jul | 17:00 | Portugal | 2–3    | Finlândia     | 17–25 | 25–22 | 17–25 | 26–24 | 13–15 | 98–111  | Relatório |
| 4 jul | 20:10 | Bélgica  | 0–3    | Países Baixos | 23–25 | 22–25 | 17–25 |       |       | 62–75   | Relatório |
| 5 jul | 17:00 | Portugal | 1–3    | Finlândia     | 18–25 | 20–25 | 25–18 | 23–25 |       | 86–93   | Relatório |

### Terceiro Grupo
Todas as partidas seguem o horário local.

#### Grupo F
|     |            |     | Jogos | Jogos | Jogos | Resultados | Resultados | Resultados | Resultados | Resultados | Resultados | Sets | Sets | Sets  | Pontos | Pontos | Pontos |
| Pos | Equipe     | Pts | T     | V     | D     | 3–0        | 3–1        | 3–2        | 2–3        | 1–3        | 0–3        | V    | P    | R     | V      | P      | R      |
| --- | ---------- | --- | ----- | ----- | ----- | ---------- | ---------- | ---------- | ---------- | ---------- | ---------- | ---- | ---- | ----- | ------ | ------ | ------ |
| 1   | Montenegro | 16  | 6     | 5     | 1     | 3          | 2          | 0          | 1          | 0          | 0          | 17   | 5    | 3.400 | 532    | 477    | 1.115  |
| 2   | Turquia    | 13  | 6     | 5     | 1     | 2          | 1          | 2          | 0          | 1          | 0          | 16   | 8    | 2,000 | 562    | 494    | 1.138  |
| 3   | Porto Rico | 4   | 6     | 1     | 5     | 0          | 1          | 0          | 1          | 2          | 2          | 7    | 16   | 0.438 | 468    | 542    | 0.863  |
| 4   | Tunísia    | 3   | 6     | 1     | 5     | 0          | 1          | 0          | 0          | 2          | 3          | 5    | 16   | 0.313 | 450    | 499    | 0.902  |

Primeira semana
| Data   | Hora  |            | Placar |            | Set 1 | Set 2 | Set 3 | Set 4 | Set 5 | Total  | Relatório |
| ------ | ----- | ---------- | ------ | ---------- | ----- | ----- | ----- | ----- | ----- | ------ | --------- |
| 12 jun | 17:00 | Porto Rico | 2–3    | Turquia    | 18–25 | 26–24 | 20–25 | 25–21 | 10–15 | 99–110 | Relatório |
| 12 jun | 20:15 | Montenegro | 3–0    | Tunísia    | 25–18 | 25–20 | 25–16 |       |       | 75–54  | Relatório |
| 13 jun | 17:00 | Turquia    | 3–0    | Tunísia    | 26–24 | 25–18 | 25–18 |       |       | 76–60  | Relatório |
| 13 jun | 20:00 | Montenegro | 3–0    | Porto Rico | 25–22 | 25–23 | 25–21 |       |       | 75–66  | Relatório |
| 14 jun | 17:00 | Tunísia    | 3–1    | Porto Rico | 25–17 | 20–25 | 25–17 | 25–19 |       | 95–78  | Relatório |
| 14 jun | 20:00 | Montenegro | 3–1    | Tunísia    | 25–22 | 23–25 | 26–24 | 25–23 |       | 99–94  | Relatório |

Segunda semana
| Data   | Hora  |            | Placar |            | Set 1 | Set 2 | Set 3 | Set 4 | Set 5 | Total   | Relatório |
| ------ | ----- | ---------- | ------ | ---------- | ----- | ----- | ----- | ----- | ----- | ------- | --------- |
| 19 jun | 17:10 | Montenegro | 3–0    | Tunísia    | 25–23 | 25–21 | 27–25 |       |       | 77–69   | Relatório |
| 19 jun | 20:10 | Turquia    | 3–0    | Porto Rico | 25–16 | 25–16 | 25–13 |       |       | 75–45   | Relatório |
| 20 jun | 17:10 | Porto Rico | 1–3    | Montenegro | 19–25 | 26–28 | 25–22 | 13–25 |       | 83–100  | Relatório |
| 20 jun | 20:10 | Turquia    | 3–1    | Tunísia    | 25–20 | 25–22 | 21–25 | 25–18 |       | 96–85   | Relatório |
| 21 jun | 16:50 | Tunísia    | 1–3    | Porto Rico | 27–29 | 16–25 | 25–18 | 19–25 |       | 87–97   | Relatório |
| 21 jun | 19:50 | Turquia    | 3–2    | Montenegro | 25–21 | 23–25 | 25–23 | 23–25 | 15–12 | 111–106 | Relatório |

#### Grupo G
|     |            |     | Jogos | Jogos | Jogos | Resultados | Resultados | Resultados | Resultados | Resultados | Resultados | Sets | Sets | Sets  | Pontos | Pontos | Pontos |
| Pos | Equipe     | Pts | T     | V     | D     | 3–0        | 3–1        | 3–2        | 2–3        | 1–3        | 0–3        | V    | P    | R     | V      | P      | R      |
| --- | ---------- | --- | ----- | ----- | ----- | ---------- | ---------- | ---------- | ---------- | ---------- | ---------- | ---- | ---- | ----- | ------ | ------ | ------ |
| 1   | China      | 14  | 6     | 6     | 0     | 1          | 1          | 4          | 0          | 0          | 0          | 18   | 9    | 2,000 | 608    | 568    | 1.070  |
| 2   | Grécia     | 11  | 6     | 4     | 2     | 1          | 0          | 3          | 2          | 0          | 0          | 16   | 12   | 1.333 | 616    | 589    | 1.046  |
| 3   | Eslováquia | 10  | 6     | 2     | 4     | 1          | 1          | 0          | 4          | 0          | 0          | 14   | 13   | 1.077 | 575    | 566    | 1.016  |
| 4   | México     | 1   | 6     | 0     | 6     | 0          | 0          | 0          | 1          | 2          | 3          | 4    | 18   | 0.222 | 451    | 527    | 0.856  |

Primeira semana
| Data   | Hora  |            | Placar |            | Set 1 | Set 2 | Set 3 | Set 4 | Set 5 | Total   | Relatório |
| ------ | ----- | ---------- | ------ | ---------- | ----- | ----- | ----- | ----- | ----- | ------- | --------- |
| 12 jun | 18:00 | Eslováquia | 2–3    | China      | 25–23 | 25–21 | 17–25 | 17–25 | 15–17 | 99–111  | Relatório |
| 12 jun | 20:30 | México     | 2–3    | Grécia     | 25–20 | 25–21 | 21–25 | 19–25 | 14–16 | 104–107 | Relatório |
| 13 jun | 17:00 | China      | 3–2    | Grécia     | 25–22 | 20–25 | 18–25 | 30–28 | 15–13 | 108–113 | Relatório |
| 13 jun | 19:30 | México     | 0–3    | Eslováquia | 21–25 | 19–25 | 19–25 |       |       | 59–75   | Relatório |
| 14 jun | 16:00 | Eslováquia | 2–3    | Grécia     | 25–20 | 25–15 | 20–25 | 20–25 | 17–19 | 107–104 | Relatório |
| 14 jun | 18:30 | México     | 0–3    | China      | 21–25 | 22–25 | 21–25 |       |       | 64–75   | Relatório |

Segunda semana
| Data   | Hora  |            | Placar |            | Set 1 | Set 2 | Set 3 | Set 4 | Set 5 | Total   | Relatório |
| ------ | ----- | ---------- | ------ | ---------- | ----- | ----- | ----- | ----- | ----- | ------- | --------- |
| 19 jun | 18:00 | Eslováquia | 2–3    | China      | 25–20 | 25–23 | 19–25 | 20–25 | 13–15 | 102–108 | Relatório |
| 19 jun | 22:55 | Grécia     | 3–0    | México     | 25–16 | 25–18 | 30–28 |       |       | 80–62   | Relatório |
| 20 jun | 18:00 | China      | 3–1    | México     | 25–11 | 25–23 | 18–25 | 25–15 |       | 93–74   | Relatório |
| 20 jun | 21:15 | Eslováquia | 2–3    | Grécia     | 25–14 | 25–17 | 16–25 | 19–25 | 10–15 | 95–96   | Relatório |
| 21 jun | 18:00 | México     | 1–3    | Eslováquia | 25–22 | 23–25 | 23–25 | 17–25 |       | 88–97   | Relatório |
| 21 jun | 21:05 | China      | 3–2    | Grécia     | 21–25 | 25–21 | 34–32 | 18–25 | 15–13 | 113–116 | Relatório |

#### Grupo H
|     |             |     | Jogos | Jogos | Jogos | Resultados | Resultados | Resultados | Resultados | Resultados | Resultados | Sets | Sets | Sets  | Pontos | Pontos | Pontos |
| Pos | Equipe      | Pts | T     | V     | D     | 3–0        | 3–1        | 3–2        | 2–3        | 1–3        | 0–3        | V    | P    | R     | V      | P      | R      |
| --- | ----------- | --- | ----- | ----- | ----- | ---------- | ---------- | ---------- | ---------- | ---------- | ---------- | ---- | ---- | ----- | ------ | ------ | ------ |
| 1   | Egito       | 16  | 6     | 5     | 1     | 3          | 2          | 0          | 1          | 0          | 0          | 17   | 5    | 3.400 | 518    | 447    | 1.159  |
| 2   | Espanha     | 14  | 6     | 5     | 1     | 2          | 2          | 1          | 0          | 1          | 0          | 16   | 7    | 2.286 | 531    | 488    | 1.088  |
| 3   | Cazaquistão | 3   | 6     | 1     | 5     | 0          | 0          | 1          | 1          | 2          | 2          | 7    | 17   | 0.412 | 495    | 561    | 0.882  |
| 4   | Venezuela   | 3   | 6     | 1     | 5     | 0          | 0          | 1          | 1          | 1          | 3          | 6    | 17   | 0.353 | 492    | 540    | 0.911  |

Primeira semana
| Data   | Hora  |             | Placar |           | Set 1 | Set 2 | Set 3 | Set 4 | Set 5 | Total   | Relatório |
| ------ | ----- | ----------- | ------ | --------- | ----- | ----- | ----- | ----- | ----- | ------- | --------- |
| 12 jun | 15:10 | Espanha     | 3–2    | Egito     | 22–25 | 25–21 | 25–27 | 25–22 | 15–9  | 112–104 | Relatório |
| 12 jun | 18:35 | Cazaquistão | 3–2    | Venezuela | 25–22 | 31–33 | 25–23 | 28–30 | 15–9  | 124–117 | Relatório |
| 13 jun | 15:10 | Espanha     | 3–1    | Venezuela | 25–16 | 21–25 | 25–22 | 25–23 |       | 96–86   | Relatório |
| 13 jun | 18:40 | Cazaquistão | 0–3    | Egito     | 18–25 | 14–25 | 21–25 |       |       | 53–75   | Relatório |
| 14 jun | 15:10 | Venezuela   | 0–3    | Egito     | 22–25 | 22–25 | 17–25 |       |       | 61–75   | Relatório |
| 14 jun | 18:40 | Cazaquistão | 1–3    | Espanha   | 25–22 | 19–25 | 19–25 | 16–25 |       | 79–97   | Relatório |

Segunda semana
| Data   | Hora  |             | Placar |             | Set 1 | Set 2 | Set 3 | Set 4 | Set 5 | Total  | Relatório |
| ------ | ----- | ----------- | ------ | ----------- | ----- | ----- | ----- | ----- | ----- | ------ | --------- |
| 19 jun | 20:30 | Espanha     | 3–0    | Venezuela   | 25–18 | 26–24 | 25–21 |       |       | 76–63  | Relatório |
| 19 jun | 22:30 | Egito       | 3–1    | Cazaquistão | 25–19 | 25–16 | 20–25 | 25–23 |       | 95–83  | Relatório |
| 20 jun | 20:30 | Espanha     | 3–0    | Cazaquistão | 25–23 | 25–18 | 25–21 |       |       | 75–62  | Relatório |
| 20 jun | 22:30 | Egito       | 3–0    | Venezuela   | 25–20 | 25–23 | 25–20 |       |       | 75–63  | Relatório |
| 21 jun | 20:30 | Cazaquistão | 2–3    | Venezuela   | 16–25 | 25–17 | 19–25 | 25–20 | 9–15  | 94–102 | Relatório |
| 21 jun | 22:30 | Egito       | 3–1    | Espanha     | 25–14 | 25–18 | 19–25 | 25–18 |       | 94–75  | Relatório |

## Fase final

### Terceiro Grupo
A fase final do Terceiro Grupo da Liga Mundial de 2015 foi realizada em Bratislava, na Eslováquia, entre os dias 4 e 5 de julho. Os primeiros colocados dos grupos F, G e H e o país-sede (Eslováquia) formaram as quatro equipes que disputaram essa fase.
|  | Semifinais | Semifinais |   |            | Final          | Final |  |
|  |            |            |   |            |                |       |  |
|  | 4 de julho |            |   |            |                |       |  |
|  | Montenegro | 3          |   |            |                |       |  |
|  | China      | 1          |   |            |                |       |  |
|  |            |            |   |            |                |       |  |
|  |            |            |   |            | 5 de julho     |       |  |
|  |            |            |   |            | Montenegro     | 2     |  |
|  |            | Egito      | 3 |            |                |       |  |
|  |            |            |   |            |                |       |  |
|  |            |            |   |            |                |       |  |
|  |            |            |   |            | Terceiro lugar |       |  |
|  | 4 de julho | 4 de julho |   | 5 de julho | 5 de julho     |       |  |
|  | Eslováquia | 1          |   | China      | 2              |       |  |
|  | Egito      | 3          |   |            | Eslováquia     | 3     |  |

Semifinais
| Data  | Hora  |            | Placar |       | Set 1 | Set 2 | Set 3 | Set 4 | Set 5 | Total | Relatório |
| ----- | ----- | ---------- | ------ | ----- | ----- | ----- | ----- | ----- | ----- | ----- | --------- |
| 4 jul | 17:30 | Montenegro | 3–1    | China | 25–21 | 25–21 | 22–25 | 25–15 |       | 97–82 | Relatório |
| 4 jul | 20:30 | Eslováquia | 1–3    | Egito | 23–25 | 25–22 | 25–27 | 23–25 |       | 96–99 | Relatório |

Terceiro lugar
| Data  | Hora  |       | Placar |            | Set 1 | Set 2 | Set 3 | Set 4 | Set 5 | Total   | Relatório |
| ----- | ----- | ----- | ------ | ---------- | ----- | ----- | ----- | ----- | ----- | ------- | --------- |
| 5 jul | 17:30 | China | 2–3    | Eslováquia | 25–17 | 28–26 | 20–25 | 27–29 | 13–15 | 113–112 | Relatório |

Final
| Data  | Hora  |            | Placar |       | Set 1 | Set 2 | Set 3 | Set 4 | Set 5 | Total   | Relatório |
| ----- | ----- | ---------- | ------ | ----- | ----- | ----- | ----- | ----- | ----- | ------- | --------- |
| 5 jul | 20:30 | Montenegro | 2–3    | Egito | 20–25 | 25–21 | 23–25 | 25–23 | 9–15  | 102–109 | Relatório |

### Segundo Grupo
A fase final do Segundo Grupo da Liga Mundial de 2015 foi realizada em Varna, na Bulgária, entre os dias 10 e 11 de julho. Os primeiros colocados dos grupos C, D e E e o país-sede (Bulgária) formaram as quatro equipes que disputaram essa fase.
|  | Semifinais  | Semifinais  |   |             | Final          | Final |  |
|  |             |             |   |             |                |       |  |
|  | 10 de julho |             |   |             |                |       |  |
|  | Bulgária    | 3           |   |             |                |       |  |
|  | Bélgica     | 1           |   |             |                |       |  |
|  |             |             |   |             |                |       |  |
|  |             |             |   |             | 11 de julho    |       |  |
|  |             |             |   |             | Bulgária       | 0     |  |
|  |             | França      | 3 |             |                |       |  |
|  |             |             |   |             |                |       |  |
|  |             |             |   |             |                |       |  |
|  |             |             |   |             | Terceiro lugar |       |  |
|  | 10 de julho | 10 de julho |   | 11 de julho | 11 de julho    |       |  |
|  | França      | 3           |   | Bélgica     | 2              |       |  |
|  | Argentina   | 0           |   |             | Argentina      | 3     |  |

Semifinais
| Data   | Hora  |          | Placar |           | Set 1 | Set 2 | Set 3 | Set 4 | Set 5 | Total | Relatório |
| ------ | ----- | -------- | ------ | --------- | ----- | ----- | ----- | ----- | ----- | ----- | --------- |
| 10 jul | 17:40 | Bulgária | 3–1    | Bélgica   | 23–25 | 25–14 | 25–18 | 25–20 |       | 98–77 | Relatório |
| 10 jul | 20:40 | França   | 3–0    | Argentina | 25–13 | 25–20 | 25–17 |       |       | 75–50 | Relatório |

Terceiro lugar
| Data   | Hora  |         | Placar |           | Set 1 | Set 2 | Set 3 | Set 4 | Set 5 | Total   | Relatório |
| ------ | ----- | ------- | ------ | --------- | ----- | ----- | ----- | ----- | ----- | ------- | --------- |
| 11 jul | 17:40 | Bélgica | 2–3    | Argentina | 18–25 | 25–20 | 21–25 | 25–18 | 11–15 | 100–103 | Relatório |

Final
| Data   | Hora  |          | Placar |        | Set 1 | Set 2 | Set 3 | Set 4 | Set 5 | Total | Relatório |
| ------ | ----- | -------- | ------ | ------ | ----- | ----- | ----- | ----- | ----- | ----- | --------- |
| 11 jul | 20:40 | Bulgária | 0–3    | França | 16–25 | 20–25 | 21–25 |       |       | 57–75 | Relatório |

### Primeiro Grupo
A fase final da Liga Mundial de 2015 foi realizada no Rio de Janeiro, Brasil, entre os dias 15 e 19 de julho. Os dois primeiros colocados dos grupos A e B, o vencedor do Segundo Grupo e o país-sede (Brasil) formaram as seis equipes que disputaram o título.

#### Seleções classificadas
| País           | Classificação             |
| -------------- | ------------------------- |
| Brasil         | País-sede da fase final   |
| Estados Unidos | Campeão do Grupo B        |
| Sérvia         | Vice-campeão do Grupo A   |
| Polônia        | Vice-campeão do Grupo B   |
| Itália         | 3º colocado do Grupo A[a] |
| França         | Campeão do Segundo Grupo  |

Notas
- A ^  Como o Brasil foi o primeiro colocado do grupo e já estava classificado como país sede, o terceiro colocado garantiu a vaga.

#### Grupo I
|     |                |     | Jogos | Jogos | Jogos | Resultados | Resultados | Resultados | Resultados | Resultados | Resultados | Sets | Sets | Sets  | Pontos | Pontos | Pontos |
| Pos | Equipe         | Pts | T     | V     | D     | 3–0        | 3–1        | 3–2        | 2–3        | 1–3        | 0–3        | V    | P    | R     | V      | P      | R      |
| --- | -------------- | --- | ----- | ----- | ----- | ---------- | ---------- | ---------- | ---------- | ---------- | ---------- | ---- | ---- | ----- | ------ | ------ | ------ |
| 1   | Estados Unidos | 3   | 2     | 1     | 1     | 0          | 1          | 0          | 0          | 1          | 0          | 4    | 4    | 1,000 | 197    | 191    | 1.031  |
| 2   | França         | 3   | 2     | 1     | 1     | 0          | 1          | 0          | 0          | 1          | 0          | 4    | 4    | 1,000 | 197    | 197    | 1,000  |
| 3   | Brasil         | 3   | 2     | 1     | 1     | 0          | 1          | 0          | 0          | 1          | 0          | 4    | 4    | 1,000 | 200    | 206    | 0.971  |

| Data   | Hora  |                | Placar |                | Set 1 | Set 2 | Set 3 | Set 4 | Set 5 | Total  | Relatório |
| ------ | ----- | -------------- | ------ | -------------- | ----- | ----- | ----- | ----- | ----- | ------ | --------- |
| 15 jul | 14:05 | Brasil         | 1–3    | França         | 29–27 | 21–25 | 29–31 | 19–25 |       | 98–108 | Relatório |
| 16 jul | 14:05 | Brasil         | 3–1    | Estados Unidos | 28–26 | 22–25 | 25–22 | 27–25 |       | 102–98 | Relatório |
| 17 jul | 14:05 | Estados Unidos | 3–1    | França         | 25–21 | 25–22 | 24–26 | 25–20 |       | 99–89  | Relatório |

#### Grupo J
|     |         |     | Jogos | Jogos | Jogos | Resultados | Resultados | Resultados | Resultados | Resultados | Resultados | Sets | Sets | Sets  | Pontos | Pontos | Pontos |
| Pos | Equipe  | Pts | T     | V     | D     | 3–0        | 3–1        | 3–2        | 2–3        | 1–3        | 0–3        | V    | P    | R     | V      | P      | R      |
| --- | ------- | --- | ----- | ----- | ----- | ---------- | ---------- | ---------- | ---------- | ---------- | ---------- | ---- | ---- | ----- | ------ | ------ | ------ |
| 1   | Polônia | 4   | 2     | 1     | 1     | 0          | 1          | 0          | 1          | 0          | 0          | 5    | 4    | 1.250 | 204    | 190    | 1.074  |
| 2   | Sérvia  | 3   | 2     | 1     | 1     | 0          | 0          | 1          | 1          | 0          | 0          | 5    | 5    | 1,000 | 210    | 206    | 1.019  |
| 3   | Itália  | 2   | 2     | 1     | 1     | 0          | 0          | 1          | 0          | 1          | 0          | 4    | 5    | 0.800 | 184    | 202    | 0.911  |

| Data   | Hora  |         | Placar |         | Set 1 | Set 2 | Set 3 | Set 4 | Set 5 | Total   | Relatório |
| ------ | ----- | ------- | ------ | ------- | ----- | ----- | ----- | ----- | ----- | ------- | --------- |
| 15 jul | 17:00 | Sérvia  | 2–3    | Itália  | 23–25 | 25–14 | 23–25 | 25–20 | 9–15  | 105–99  | Relatório |
| 16 jul | 17:00 | Polônia | 3–1    | Itália  | 25–15 | 27–25 | 20–25 | 25–20 |       | 97–85   | Relatório |
| 17 jul | 16:45 | Sérvia  | 3–2    | Polônia | 18–25 | 25–22 | 22–25 | 25–22 | 15–13 | 105–107 | Relatório |

### Final four
|  | Semifinais     | Semifinais  |   |                | Final          | Final |  |
|  |                |             |   |                |                |       |  |
|  | 18 de julho    |             |   |                |                |       |  |
|  | Estados Unidos | 2           |   |                |                |       |  |
|  | Sérvia         | 3           |   |                |                |       |  |
|  |                |             |   |                |                |       |  |
|  |                |             |   |                | 19 de julho    |       |  |
|  |                |             |   |                | Sérvia         | 0     |  |
|  |                | França      | 3 |                |                |       |  |
|  |                |             |   |                |                |       |  |
|  |                |             |   |                |                |       |  |
|  |                |             |   |                | Terceiro lugar |       |  |
|  | 18 de julho    | 18 de julho |   | 19 de julho    | 19 de julho    |       |  |
|  | França         | 3           |   | Estados Unidos | 3              |       |  |
|  | Polônia        | 2           |   |                | Polônia        | 0     |  |

Semifinais
| Data   | Hora  |                | Placar |         | Set 1 | Set 2 | Set 3 | Set 4 | Set 5 | Total   | Relatório |
| ------ | ----- | -------------- | ------ | ------- | ----- | ----- | ----- | ----- | ----- | ------- | --------- |
| 18 jul | 10:00 | Estados Unidos | 2–3    | Sérvia  | 23–25 | 21–25 | 27–25 | 25–20 | 12–15 | 108–110 | Relatório |
| 18 jul | 13:15 | França         | 3–2    | Polônia | 25–23 | 25–23 | 19–25 | 22–25 | 17–15 | 108–111 | Relatório |

Terceiro lugar
| Data   | Hora |                | Placar |         | Set 1 | Set 2 | Set 3 | Set 4 | Set 5 | Total | Relatório |
| ------ | ---- | -------------- | ------ | ------- | ----- | ----- | ----- | ----- | ----- | ----- | --------- |
| 19 jul | 9:10 | Estados Unidos | 3–0    | Polônia | 25–22 | 25–23 | 25–23 |       |       | 75–68 | Relatório |

Final
| Data   | Hora  |        | Placar |        | Set 1 | Set 2 | Set 3 | Set 4 | Set 5 | Total | Relatório |
| ------ | ----- | ------ | ------ | ------ | ----- | ----- | ----- | ----- | ----- | ----- | --------- |
| 19 jul | 11:30 | Sérvia | 0–3    | França | 19–25 | 21–25 | 23–25 |       |       | 63–75 | Relatório |

## Classificação final
| Campeão | Vice-campeão | Terceiro lugar |
| FrançaAntonin Rouzier · Earvin N'Gapeth · Nicolas Le Goff · Kévin Tillie · Kévin Le Roux · Jonas Aguenier · Jenia Grebennikov · Trévor Clévenot · Benjamin Toniutti · Yoann Jaumel · Julien Lyneel · Nicolas Maréchal · Franck Lafitte · Mory Sidibe | SérviaAleksandar Atanasijević · Uroš Kovačević · Srećko Lisinac · Nikola Kovačević · Saša Starović · Marko Podraščanin · Marko Ivović · Dragan Stanković · Nemanja Petrić · Ivan Kostić · Nikola Jovović · Neven Majstorović · Nikola Rosić · Aleksandar Okolić | Estados UnidosTaylor Sander · Aaron Russell · Matthew Anderson · Maxwell Holt · David Lee · Micah Christenson · Paul Lotman · Kawika Shoji · Murphy Troy · Thomas Jaeschke · Russell Holmes · David Smith · Dustin Watten · Erik Shoji |

| 4  | Polônia       |
| 5  | Brasil        |
| 5  | Itália        |
| 7  | Irã           |
| 8  | Austrália     |
| 8  | Rússia        |
| 10 | Bulgária      |
| 11 | Argentina     |
| 12 | Bélgica       |
| 13 | Japão         |
| 13 | Países Baixos |
| 15 | Canadá        |
| 15 | Chéquia       |
| 15 | Finlândia     |
| 18 | Cuba          |
| 18 | Portugal      |
| 18 | Coreia do Sul |
| 21 | Egito         |
| 22 | Montenegro    |
| 23 | Eslováquia    |
| 24 | China         |
| 25 | Grécia        |
| 25 | Espanha       |
| 25 | Turquia       |
| 28 | Cazaquistão   |
| 28 | Porto Rico    |
| 30 | México        |
| 30 | Tunísia       |
| 30 | Venezuela     |

## Prêmios individuais
A seleção do campeonato foi composta pelos seguintes jogadores:
- MVP (Most Valuable Player):  Earvin N'Gapeth[8]